# Ель-Медина
Ель-Медина (араб. المدينة المنورة) — мінтака (провінція) на заході Саудівської Аравії. Адміністративний центр — місто Медина.
Інші міста провінції: Янбу аль-Бахр і Бадр.
У провінції знаходиться доісламська пам'ятка ЮНЕСКО — Мадаїн-Саліх.

## Географія
На півночі і північному заході межує з провінцією Табук, на північному сході з провінцією Хаїль, на сході з провінціями Ель-Касим і Ер-Ріяд, на півдні з провінцією Мекка. На заході виходить до узбережжя Червоного моря.

## Адміністративний поділ
Провінція ділиться на 7 мухафаз (населення на 2010 рік):
| Мухафаза            | Населення |
| Al-Madinah (Medina) | 1 180 770 |
| Al Hunakiyah        | 59 326    |
| Mahd Al Thahab      | 62 511    |
| Al 'Ula             | 64 591    |
| Badr                | 63 468    |
| Khaybar             | 48 592    |
| Yanbu Al Bahar      | 298 675   |

## Адміністрація
На чолі провінції стоїть намісник з титулом еміра, який призначається королем із числа принців династії Аль Сауд.

### Еміри мінтаки (губернатори провінції)
- 1924—1965 рр. принц Мухаммед бін Абдул-Азіз Аль Сауд, син короля Абд аль-Азіза
- 1965—1985 рр. принц Абдул-Мухсін Аль Сауд, син короля Абд аль-Азіза
- 1986—1999 рр. принц Абдул-Маджид Аль Сауд, син короля Абд аль-Азіза
- 1999—2005 рр. принц Макрін Аль Сауд, син короля Абд аль-Азіза
- 2005—2013 рр. принц Абдулазіз бін Маджид
- 2013— рр. принц Фейсал бін Салман бін Абдулазіз Аль Сауд